# Hengstparade (Warendorf)

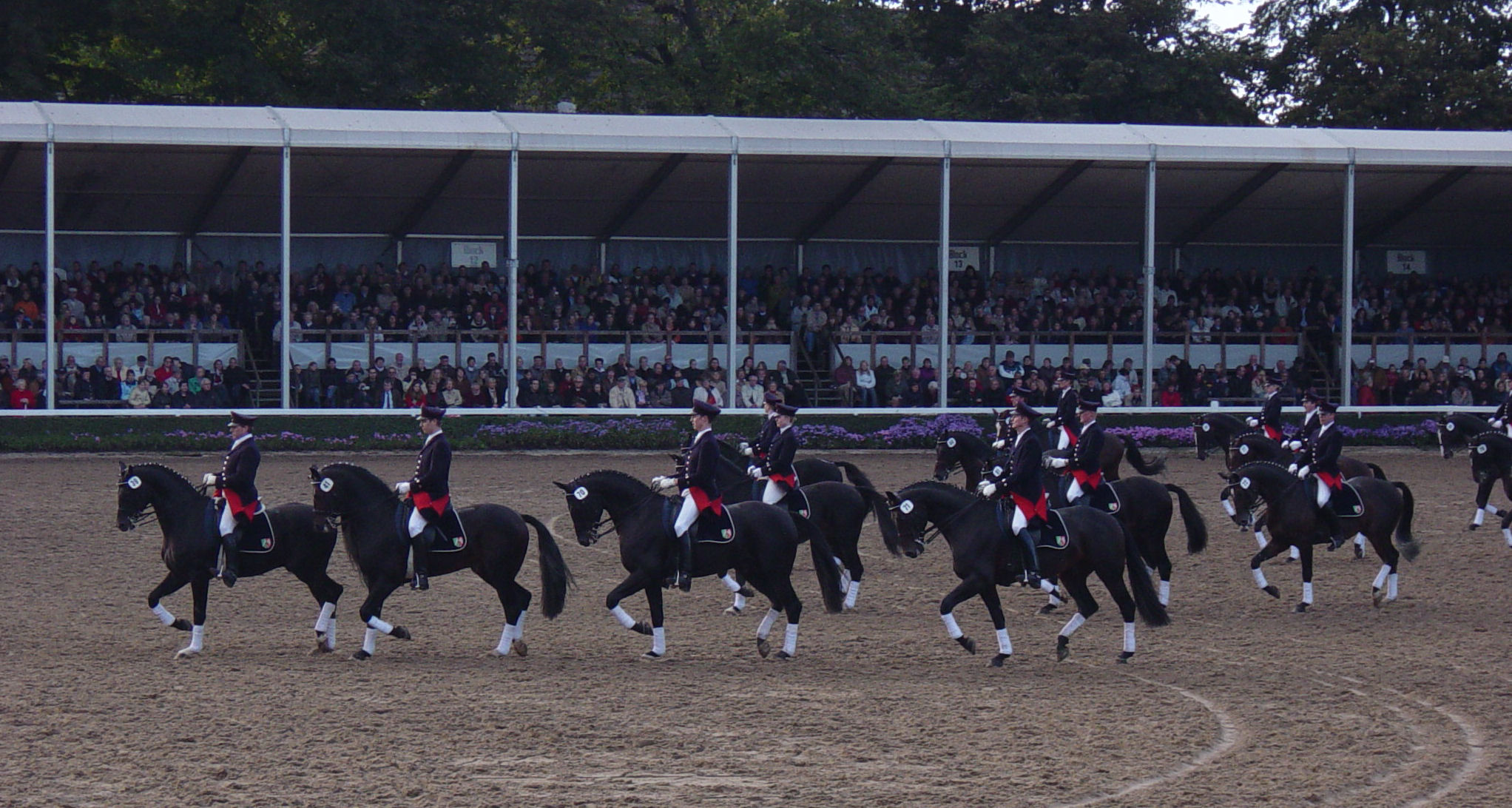
Formationsvorführung bei der Hengstparade

Die Warendorfer Hengstparaden sind Zuchtschauen, bei denen die Deckhengste des Landgestüts den interessierten Züchtern vorgestellt werden. 
Das Nordrhein-Westfälische Landgestüt in Warendorf führt traditionell jedes Jahr an drei (vormals vier) Tagen Ende September und Anfang Oktober die „Warendorfer Hengstparaden“ durch. Dabei stellen die Mitarbeiter des Landgestüts zum Teil in historischen Paradeuniformen in einer knapp dreistündigen Show rund einhundert Zuchthengste vom Warmblut bis zum Kaltblüter vor, die einzeln, in Gruppen, oder als Gespanne unter musikalischer Begleitung ihre Vitalität und ihr Geschick in Dressur- und Fahrvorführungen zur Schau stellen sollen.
Diese Leistungsschauen der Landbeschäler waren ursprünglich nur für Züchter gedacht, entwickelten sich jedoch rasch zu Veranstaltungen, die sich auch über das Fachpublikum hinaus großer Beliebtheit erfreuen.